# Ландштрасе (део бечког округа)
Ландштрасе је дио Беча који припада 3. истоименом бечком округу, округу Ландштрасе. 

## Историја
У овом дијелу Беча се још под римљанима налазило цивилно насеље Канабе (Canabae), које је припадало легионарском логору, Виндобони.
Предграђе-Ландштрасе, развило се око насеља, које се образовало око некадашњег женског клостера Санкт Николаји испред Штубентора. Због тога је ово предграђе још 1200. године називано именом „Николасфорштат“ (Niklasvorstadt), а касније је промијенило још неколико имена попут Ландштрац (Landstrazz), Беј Ст. Николау (Bey St. Nicolau), Фор дем Штубенторе (Vor dem Stubentore), Ан дер Ландштрас (An der Landstraß). Име „Ландштрасе“ је био, у ствари, назив једног друмског пута, који је из беча излазио у правцу Мађарске, и спајао се са једним римским путем, тзв. (Лимесштрасе).
За вријеме Крсташких ратова и појачаних контаката са Оријентом, у Бечу је све чешће долазило до избијања куге и лепре. Због тога су тада, на том мјесту изграђене многе болнице. 
Као већина бечких предграђа, тако ни Ландштрасе није избјегло девастирање под Турцима. У септембру 1529. године браниоци оближњег Беча су такође оштетили поједине зграде. Без обзира што је главнина турских снага, за вријеме друге опсаде Беча ударала са запада, мјесто Ландштрасе је, као и већина околних мјеста, било спаљено. Потом је свакако услиједила веома брза обнова мјеста. Тада се у ово предграђе доселило и племство и грађанство па су изграћене многе палате попут палаче Белведер, палате Шварценберг и палате Харах. 1775. године било је свега 336 кућа, а 1849. 741 кућа. Притом се у Ландштрасе развило занатство и индустрија, много јаче него у околним мјестима. Покренута је фабрика шећера, као и фабрике текстила, огледала и клавира. 